# Pallers dels Masos de Sant Martí
Pallers dels Masos de Sant Martí és una obra de Isona i Conca Dellà (Pallars Jussà) inclosa a l'Inventari del Patrimoni Arquitectònic de Catalunya.

## Descripció
Grup de dos o tres edificis aïllats. Nau quadrangular de dos nivells. Cantonades amb carreus més grossos. Les finestres amb llinda de fusta. Per pujar des de l'exterior al pis s'utilitza una escala de fusta manual. El material del mur és l'element curiós d'aquests edificis: una barreja de fang amb palets de riu, encofrat amb taulons. Cantonades amb pedra angular. Aquestes parets de tàpia són bons aïllants del fred. Algun paller té afegits de maons. Observem arquitectura feta amb la mateixa tècnica a la població d'Isona.